# Orphaned Deejay Selek 2006–08
Orphaned Deejay Selek 2006–08  - мини- альбом британского электронного музыканта Ричарда Дэвида Джеймса, выпущенный под псевдонимом AFX 21 августа 2015 года. Альбом был анонсирован Warp Records 2 июля 2015 года, в тот же день мини-альбом появился в Twitter аккаунту Ричарда,а так же трек serge fenix Rendered 2 вышел на Soundcloud
EP был переиздан 20 июля 2017 года.Четыре бонусных трека с переиздания были также выпущены отдельно в 2019 году под названием Manchester 20.09.2019 , ограниченным тиражом на 12 дюймовом виниле и цифровым EP-релизом

## Критический приём
Сайт Metacritic оценил альбом на 79 баллов из 100 возможных.Сайт Allmusic оценил его на 4 из 5 звёзд.
Тристан Бата для рецензии на сайте журнала Drowned in Sound оценил альбом на 7 из 10 баллов, сказав,что "сам по себе Orphaned Deejay Selek 2006-2008 определенно умудряется удерживать свои позиции как блестящий кусочек чистой кислоты AFX и верный способ получить свой Aphix на пару месяцев"
Дэрил Китинг для журнала Exclaim! оценил мини-альбом на 8 из 10 баллов,написав,что "Orphaned Deejay — полная противоположность концептуальной записи — антиконцептуальная запись, если хотите. Нет ничего, что на самом деле связывало бы эти песни вместе, и нет ничего, что указывало бы на то, что они больше AFX, чем любые другие псевдонимы Джеймса. Фактически, весь EP можно было бы легко выдернуть из коробки с кассетами с надписью «sfisufupantsojojj???????» на его полке 2006-2008 годов. Однако треки настолько качественные, что их положение как части чего-то большего по большей части не имеет значения. Их абсолютный калибр заставляет задуматься, сколько всего этого материала валяется вокруг, или, что еще важнее, когда прибудет следующая партия"
Кристофер Х. Джеймс для сайта The Music оценил альбом на 3,5 звезды из 4, пометив качество релиза фразой "эти отбросы [песни], возможно, лежали на полке некоторое время, но они все еще звучат свежо и переполнены витаминами. Качество спадает на полпути, но если динамичное хлюпанье и сюрреалистические синтезаторные потоки Serge Fenix Rendered 2 не расплавят конечности открытых рейверов, то безумие минорной тональности Oberheim Blacet1b наверняка это сделает"
Филипп Шерберн для сайта журнала Pitchfork дал мини-альбому оценку 8,1 балла из 10

## Трек лист
| №                   | Название                             | Длительность |
| ------------------- | ------------------------------------ | ------------ |
| 1.                  | «serge fenix Rendered 2»             | 3:16         |
| 2.                  | «dmx acid test»                      | 1:17         |
| 3.                  | «oberheim blacet1b»                  | 3:25         |
| 4.                  | «bonus EMT beats»                    | 4:46         |
| 5.                  | «simple slamming b 2»                | 3:51         |
| 6.                  | «midi pipe1c sds3time cube/klonedrm» | 2:27         |
| 7.                  | «NEOTEKT72»                          | 6:10         |
| 8.                  | «r8m neotek beat»                    | 1:42         |
| Общая длительность: | Общая длительность:                  | 26:51        |

| №                   | Название                             | Длительность |
| ------------------- | ------------------------------------ | ------------ |
| 1.                  | «serge fenix Rendered 2»             | 3:16         |
| 2.                  | «dmx acid test»                      | 1:17         |
| 3.                  | «bonus EMT beats»                    | 4:46         |
| 4.                  | «simple slamming b 2»                | 3:51         |
| 5.                  | «midi pipe1c sds3time cube/klonedrm» | 2:26         |
| 6.                  | «oberheim blacet1b»                  | 3:25         |
| 7.                  | «r8m neotek beat»                    | 1:42         |
| 8.                  | «NEOTEKT72»                          | 6:10         |
| 9.                  | «midi pipe2c edit,+3»                | 4:09         |
| 10.                 | «rozzboxv2mam+4»                     | 4:35         |
| 11.                 | «pretend analog extmix 2b,e2,ru»     | 5:25         |
| 12.                 | «umil 25-01»                         | 4:48         |
| Общая длительность: | Общая длительность:                  | 45:49        |